# Scarborough (North Yorkshire)
 For alternative betydninger, se Scarborough. (Se også artikler, som begynder med Scarborough)
Scarborough er en by i Scarborough-distriktet, North Yorkshire, England, med et indbyggertal (pr. 2015) på 61.082. Distriktet har et befolkningstal på 107.824 (pr. 2015). Byen ligger ca. 380 km fra London.
I middelalderen blev markedet Scarborough Fair afholdt her. Byens er også kendt for Scarborough Castle.